# Гусинівка
Гусинівка — історична місцевість в Луганську. Знаходиться у Жовтневому районі.

## Назва
Згідно з народною етимологію, зафіксованою у 1859 році, назва пов’язана із випадком, який, ніби, стався у 1820-х роках. У ті часи на цьому місці було лише пасовище, на якому паслись гуси. Один відставний інвалід, якому закортіло поласувати гусятиною, вкрав птицю. Але злодійство викрали, а місцевість відтак прозвали Гусинівкою.

## Історичний огляд

Гусинівка виросла навколо паротягобудівного заводу

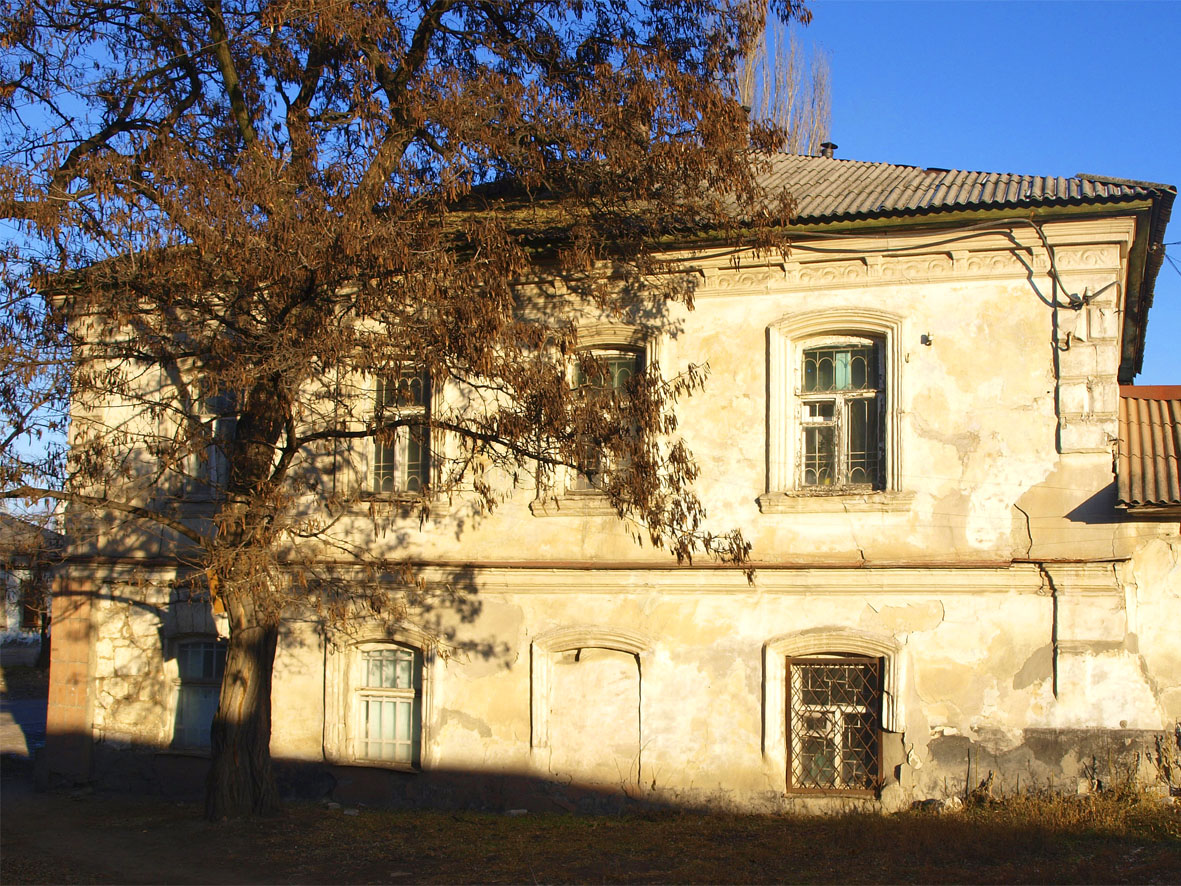
Двоповерховий будинок кінця XIX століття у Гусинівці

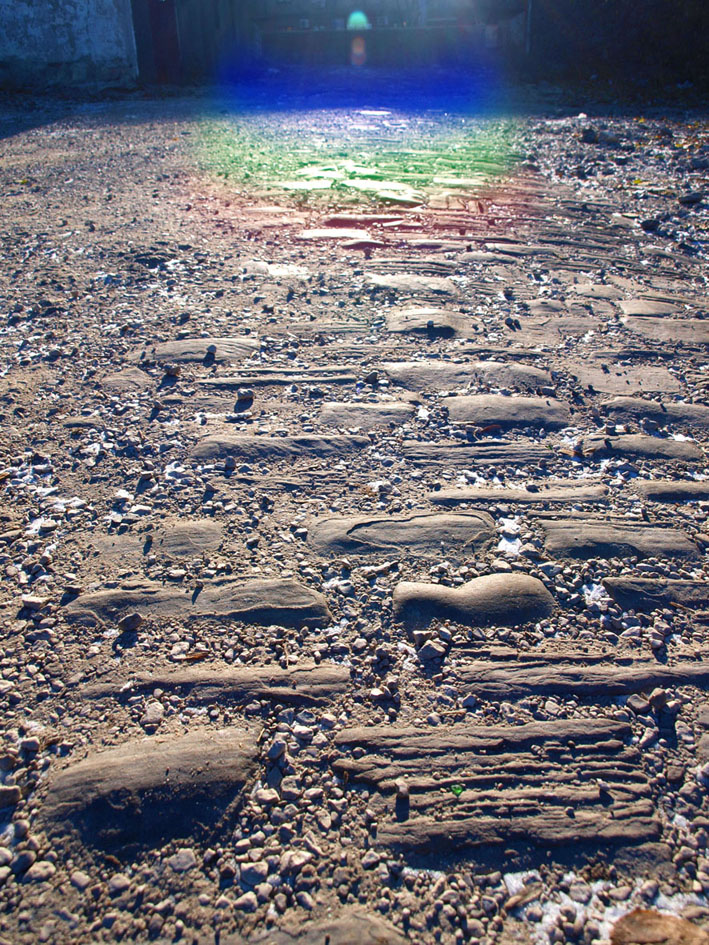
Вулиці Гусинівки почали замощувати з 1920-х років

Кінотеатр «Октябрь»

Перші поселення з'являються у середині XIX століття. Заснування німецьким промисловцем Густавом Гартманом Луганського паротягобудівного заводу сприяло розвитку Гусинівки. Як й історичний центр Луганська селище забудовувалось за системою взаємно-перпендикулярних вулиць.
Головною вулицею, яка з’єднувала Гусинівку з містом, була вул. Преображенська (Фрунзе). Паралельно їй проходили вул. Московська, Ростовська, 1-а, 2-а, 3-тя, 4-та і 5-та Донецькі, а перпендикулярно — лінії (від 16-ї до 25-ї).
Водночас близькість річки Лугань спричиняло часті затоплення Гусинівки. Остання повінь, від якої потерпало населення району, сталась у 1985 році.
У селищі діяли церква, церковнопарафіяльна школа, дві школи грамоти і початкове училище.
1870 році брати Соломон, Флавій і Фабіан Ольхови заснували перший у Луганську пивоварний завод.
1883 року в селищі відбулося офіційне відкриття тюремного замка, який розмістили у викупленому у купчихи Марії Горюнової будинку. Згодом на його території був зведений Луганський слідчий ізолятор.
Основними мешканцями Гусиновки були робітники заводу Гартмана. Найвідомішим жителем цього району був Клим Ворошилов, ім’я якого місто носило у 1935-1958 і 1970-1990 роках. Частину населення становили також ремісники-євреї.
Перетворення робітничого селища розпочалось на рубежі 1920-х — 1930-х років. 1928 року був зведений кінотеатр «Октябрь» (архітектори Кравченко і Домбровський), наступного року — театр-клуб металістів (згодом Палац культури імені Леніна).  1 травня 1934 року від прохідної заводу до Олексіївського селища (тепер 3-й кілометр) пустили перший луганський трамвай. Замостили вулиці. 1937 року відкрили другу міську лікарню і машинобудівне училище.
У 1933 році пережив масштабну реконструкцію завод «Октябрьской революции».
1938 року у зв'язку із зростанням населення з Климівського району був виділений новий Жовтневий район, до складу якого увійшла Гусинівка.  

## Преображенська площа

Преображенська церква і палац культури Леніна, 1929 рік

Миколо-Преображенський собор

У 1897 році коштами мешканців селища була збудована Преображенська церква. Навколо неї був розпланований однойменний майдан, який став центром Гусинівки. За радянські часи площа стала носити ім'я німецької революціонерки Рози Люксембург. Церкву знесли у 1933 році.
У 1949 року влада відібрала у віруючих Миколаївську молитовню у центрі Луганська. Натомість дозволила звести нову на вул. Інтернаціональній. 1951 року єпископ Ворошиловградський Никон (Петін) освятив церкву, названу на честь двох зруйнованих храмів міста — Миколаївського і Преображенського.

## Гусинівський цвинтар
Гусинівський цвинтар, що знаходився на вул. 5-тій Донецькій (згодом Радянська), був відкритий у 1890-х роках. Але в архівах згадка про перші поховання датуються 1910 роком.
На цвинтарі окрім містян були поховані вояки німецько-австрійського війська, солдати Радянської Армії. Серед відомих людей тут покоїться перший міський голова Микола Холодилін. У 1933 році знайшов останній притулок архієпископ Української соборно-єпископської церкви Августин Вербицький.
1956 року згідно з санітарними нормами кладовище закрили і виділили землю під новий цвинтар біля луганського автовокзалу. На момент закриття тут нараховувалось близько 15 тисяч могил.
У грудні 1972 року було ухвалене рішення про розпланування скверу імені Дружби народів СРСР (тепер Сквер Пам'яті), який був заснований у 1982 році з нагоди 60-річчя утворення СРСР.
1998 року на місці колишнього цвинтаря звели церкву святих Гурія, Самона й Авіва.